# Parafia św. Jana Pawła II w Dacznem
Parafia św. Jana Pawła II w Dacznem – rzymskokatolicka parafia w Dacznem, należąca do dekanatu Odessa w diecezji odesko-symferopolskiej. Opiekę nad parafią sprawują księża marianie.
Kaplice filialne znajdują się w Nadłymanśkim i w Tepłodarze.